# K*WEST
K*WEST是一名日本色情片電影導演。截至2011年7月，他导演了超过150部DVD视频。

## 生平与职业生涯
与数名其他导演如黑泽阿拉拉、[Jo]Style和KINGDOM类似，K*WEST在Waap娱乐AV工作室开始了职业生涯。在其受雇于Waap的阶段，他导演了超过125部DVD视频，这些视频至少可以追溯到2002年10月的《森町幸美课堂上热门的宠物屁股》（クラスで人気の尻ペット 森町ここみ）。他为Waap执导了许多“Cobra”标签下的视频。K*WEST有时也会担任其他AV工作室的导演，包括Dogma工作室。他有时也为MOODYZ工作室工作。
K*WEST是受邀参加2006年，第二届Dogma D-1高潮奖的11位导演之一。由此产生的视频由Dogma于2006年9月16日发行。他的参赛作品是由萨利纳，达田梨里和姶良主演的，《荡妇Ad Lib的三重直播》（アドリブ痴女トリプルライブ!!!）（编号为D1-201）。2007年，K*WEST与其他13位导演一起再次入围了Dogma D-1高潮奖，参赛作品是于2007年9月15日发布，由松野唯主演，以跨种族束缚和模拟强奸为主题的影片《虐待狂迷宫》（打辱·小便·ドロ责めレイプ松野ゆい）（编号为D1-310）。
同在2007年，Waap娱乐公司选择了K*WEST来导演他们提名参加AV Open大赛的视频，即于2007年5月发布，由Marin和Shiho主演，以种族为主题的视频的《黑人热吻》（热吻ブラック）（编号为OPEN-0717），该视频赢得了莉莉·弗兰基荣誉总统奖。
K*WEST还是Waap娱乐工作室入围2008年AV大奖赛的导演之一（与Goemon合作），执导了片长达四个小时的《我们可以做爱十次》（现役东●生の插入十番胜负とギリギリモザイク）（编号为AVGP- 042），由柠檬橘主演。
2011年12月，作为雪莉·藤井效力KMP的三周年庆典仪式的一部分，K*WEST同另外三名导演秋秀人、Takuan和Company Matsuo执导了她的一部四节视频，每人导演其中一节。视频名为“雪莉·藤井的三周年--由四名导演执导的四节视频”
在其职业生涯中，K*WEST与许多AV女優共事过，包括Sakura樱田、立花里子、紅音螢、工田里美、森田久美、友田真希、原千寻、晶愛麗、光野日香、野直绪、小澤瑪麗亞和滨崎步等。